# Cumpăna
Cumpăna – wieś w Rumunii, w okręgu Konstanca, w gminie Cumpăna. W 2011 roku liczyła 12 333 mieszkańców.